# Conducta verbal (libro)
Conducta verbal (en inglés: Verbal Behavior) es un libro escrito en 1957 por el psicólogo B. F. Skinner. En esta obra, el autor analiza la conducta humana, cubriendo lo que tradicionalmente se ha llamado lenguaje, lingüística o habla. Para Skinner, la conducta verbal es simplemente conducta sujeta a las mismas variables controladoras que cualquier otra conducta operante. El libro Conducta verbal es casi completamente teórico, involucrando poco trabajo experimental por sí mismo. La obra es consecuencia de una serie de presentaciones magistrales llevadas a cabo en la Universidad de Minnesota a principios del decenio de 1940 y desarrolladas más allá en sus summer lectures (ponencias estivales) en Columbia y las William James lectures en Harvard en la década antes de la publicación del libro. Una cantidad creciente de investigación en conducta verbal se ha estado llevando a cabo desde su publicación, especialmente en la última década del siglo XX.

## Análisis funcional
El contexto de enunciaciones del hablante es central en perspectiva sobre el lenguaje. Con ello como fondo, Skinner desarrolló la premisa que la conducta verbal, es decir, conducta bajo el control de consecuencias mediadas por otras personas (quienes continuamente intercambian funciones de hablante y escucha), es mejor comprendida dentro de un análisis funcional. Esta extensión teórica fue producto directo de su investigación básica usando lo que él refería como "el modelo de contingencias de tres términos" (three term contingency model) con la conducta, respuesta y consecuencia como unidad básica comportamental. Este modelo se llama a menudo el modelo de contingencias de cuatro términos, siendo las condiciones iniciales el cuarto término. Este consiste en operación motivante (OM), estímulo discriminativo (ED), respuesta (R) y refuerzo (Eref) La obra Conducta verbal de Skinner introdujo asimismo el autoclítico y seis operantes: mando (mand), tacto (tact), relación de audiencia, ecoico (echoic), textual e intraverbal. Skinner argumentaba que la conducta verbal es una función del ambiente actual del hablante, de su historia conductual pasada y de su historia genética. Para Skinner, el objeto propio de estudio psicológico es "la conducta misma", analizada sin referencia a hipotéticas estructuras inobservadas, sino con referencia a las relaciones funcionales de la conducta en el ambiente en que ocurre. Este análisis extiende la posición pragmática de Ernst Mach en la física, contraria a construir teorías prolijas.
Conducta verbal está dividida en cinco partes con 19 capítulos y un breve resumen será presentado a continuación. El primer capítulo pone la tónica del trabajo, con un análisis funcional de la conducta verbal. Skinner presenta la conducta verbal como función de consecuencias y estímulos, no como una capacidad especial inherente. Tampoco pide al lector quedar satisfecho con simplemente describir la estructura o patrones de la conducta. Skinner considera algunas formulaciones tradicionales para luego presentar su propia posición funcional.

## Problemas generales
Skinner enfoca los problemas de conducta verbal como variable dependiente. La posición general de Skinner favorece la tasa de respuesta como medida dependiente la cual, en Conducta verbal, es problemática pues no toda conducta posee la misma cualidad unitaria que el movimiento de palanca. En la determinación de la fuerza de una respuesta Skinner sugiere algunos criterios para el concepto fuerza (probabilidad): emisión, velocidad, repetición, pero nota que ellos son medios bastante limitados para inferir la fuerza de una respuesta, dado que no varían conjuntamente en tanto pueden verse bajo la influencia de otros factores. La emisión es una medida sí/no; por otro lado los otros comprenden posibles indicadores de fuerza relativa.

## Mandos (mand)
El capítulo tres de la obra de Skinner Conducta verbal discute una relación llamada "mand". Un mand es una forma de conducta verbal controlada por privación, saciación, o por lo que ahora se conoce como operaciones de motivación, y por la historia de control. Un ejemplo de esto sería pedir agua cuando uno está privado de ella ("sediento"). Se suele decir que el mand "describe su reforzador", sin embargo, no es siempre el caso, pues de acuerdo a la definición de Skinner de Conducta Verbal, no se requiere que los mands sean vocales, por ejemplo un fuerte golpe a una puerta puede ser el mand para "abre la puerta", o un miembro de la servidumbre puede ser llamado con una golpeteo de manos.
El estudio de Lamarre & Holland (1985) sobre mandos sería un ejemplo de investigación en esta área.

## Conducta bajo el control de estímulos verbales

### Textual
En el capítulo Skinner nota formas de control por estímulo verbal. Una forma de conducta textual se refiere al tipo de conducta que típicamente llamaríamos lectura y escritura. Una respuesta vocal es controlado por un estímulo verbal que no es oído. Existen dos distintas modalidades. Si son iguales se convierten en "copiar texto", y si son oídos y luego escritos, se vuelve "tomando dictado", y así por el estilo.

### Ecoico
Skinner fue uno de los primeros en considerar seriamente el rol de la imitación en la adquisición del lenguaje. Introdujo su concepción en esta obra a través de su concepto de ecoico, relativo a una conducta bajo el control funcional de estímulos verbales. La respuesta verbal y el estímulo verbal comparten lo que se conoce como correspondencia punto-por-punto (una similitud formal). El hablante repite lo que es dicho. En la conducta ecoica, el estímulo es auditivo y la respuesta vocal, tal y como se observa en la conducta temprana de moldeamiento. Por ejemplo, en el aprendizaje de un nuevo idioma, un instructor puede decir "parsimonioso" y luego seguir con "¿puedes decirlo?" para inducir una respuesta ecoica.
Winokur (1978) es un ejemplo de investigación en el área de relaciones ecoicas.

## Tactos (tact)
El quinto capítulo de Conducta verbal discute el concepto de "tacto" ("tact") en profundidad. Un tacto, por así decir, hace "contacto con el mundo", y se refiere a la conducta que está bajo el control de refuerzo generalizado. El estímulo control es no-verbal; es "la suma del ambiente físico". Puede tener muchas extensiones: genérico, metafórico, metonímico, solecístico, nominación y conjetura. También puede estar involucrado en el proceso de abstracción.
Lowe, Horne, Harris & Randle (2002) sería un ejemplo de investigación reciente en tactos.

## Audiencias
La persona que escucha, llamada aquí audiencia, actúa como un estímulo discriminativo importante y poderoso. Puesto que la audiencia es típicamente la ocasión del reforzador de conducta verbal, tiende a tomar propiedades reforzantes. 

### Dimensiones físicas de la audiencia
Las dimensiones físicas de una audiencia efectiva son "difíciles de identificar". Skinner se refiere a la propiedad de la historia de la audiencia control sobre la conducta del hablante como "carácter de audiencia". El carácter de audiencia puede estar representada en ropa que indica que respuestas especiales serán reforzadas, como por ejemplo la ropa de los dependientes de supermercado, la cual indica qué preguntas acerca de la localización de mercancía serán respondidas. Una "audiencia distante", por ejemplo en escritura de cartas, será típicamente débil.

### Audiencias negativas
En la ausencia de audiencia, la conducta verbal puede disminuir, pero no es a menudo ausente. Una audiencia que castiga ciertas formas de conducta verbal puede ser llamada una "audiencia negativa". Audiencias especiales, inclusive aquellas consideradas relativamente poderosas, por ejemplo adultos en relación con niños, o un público teatral, pueden demandar silencio bajo muchas o la mayoría de circunstancias.

## Nota acerca de la traducción de términos deConducta Verbala lengua española
Debe advertirse aquí que "tact" en inglés no tiene el mismo significado que "tacto" en español, lo mismo que el inglés "mand" y el español "mando". Fueron escogidos por Skinner por ser palabras de origen latino que, al tener raíces en común con palabras inglesas como "tactile" y "command", le sugieren la idea general al lector de lengua inglesa, de contacto e imperatividad. Es obvio que, al ser traducidos como "tacto" y "mando" en español, no tiene el mismo efecto. En resumen, "tact" da la idea de contacto y "mand" una idea similar al de imperativo gramatical.